# Litteratur på Interlingua
|  | Maskinoversættelse og/eller tvivlsomt indhold Denne sides indhold bærer præg af at være en maskinoversættelse og/eller meget dårligt og uklart formuleret. Det vurderes at sproget er så dårligt og eventuelt forkert eller til at misforstå, at det bør omskrives eller oversættes på ny. Du kan hjælpe med at oversætte til korrekt dansk i denne og lignende artikler. Hvis dette ikke sker inden for kort tid, kan en sletning komme på tale. Se evt. denne sides diskussionsside eller i artikelhistorikken. |

Litteraturen på Interlingua er samlingen af værker skrevet på dette kunstsprog.
Gode havde en yderst begrænset opfattelse af, hvilke anvendelsesområder der var mulige eller ønskelige for Interlingua. Hans eftermæle består hovedsageligt af flere hundrede resuméer på Interlingua af videnskabelige artikler fra 1950’erne og 1960’erne samt to små samlinger af noveller... uden større litterær værdi. De første værker skrevet på Interlingua var lærebøger, såsom Interlingua-English Dictionary og A Brief Grammar of Interlingua for Readers, begge udgivet i 1954. Disse blev samme år suppleret af Interlingua a Prime Vista og året efter af Interlingua: A Grammar of the International Language, denne gang skrevet af Gode og Blair.
Allerede i 1960 begyndte Eric Ahlström at oversætte og redigere hæfter med skønlitteratur i sin serie Scriptores scandinave in INTERLINGUA: Episodio con perspectiva (Harald Herdal, 1960); Un desertor (Bo Bergman, 1961); og Le nove vestimentos del imperator (H.C. Andersen, 1961).
En af de mest produktive forfattere på Interlingua var svenskeren Sven Collberg (1919–2003). Hans første publikation på Interlingua, Alicubi-Alterubi, var et hæfte med 18 originale digte. Samme år udgav han Cunate tu es a mi mar, en bog med 100 digte oversat fra sprog over hele verden og fra poesi lige fra fortiden op til hans egen tid. Andre værker af samme forfatter omfatter Inter le stellas (1975), Le prince e altere sonetos (1977), Lilios, Robores (1979), Prosa (1980) og Versos grec (1987).
I 1970’erne udgav Carolo Salicto Volo asymptotic (1970), en samling af originale digte og to oversatte digte. Celestina le gallina del vicina og Hannibalo le gallo del vicino blev udgivet i 1971. Syv eventyr af H.C. Andersen blev oversat i 1975. Også i dette årti udgav Alexander Gode Un dozena de breve contos (1975), og Sven Collberg udgav oversættelsen af det tidligere nævnte værk Inter le stellas, skrevet af Casemir Wishlace.
Alexander Gode udgav Dece Contos i 1983.
I 1990’erne blev mange oversættelser lavet, såsom Le familia del antiquario af Carlo Goldoni, oversat i 1993, og Le Albergatrice af samme forfatter, oversat to år senere. Andre værker oversat i dette årti inkluderer Contos e historias af H.C. Andersen (oversat i 1995) og Le pelegrinage de Christiano af John Bunyan (1994).
Vicente Costalago udgav den originale novelle Juliade i 2022, efterfulgt af Poemas, også udgivet samme år. Kilglan af samme forfatter blev udgivet i 2023.
I nummer 46 af Posta Mundi, fra marts 2025, udgav Eduardo Ortega, også kendt som Le Canario Interlinguista, Sonetto del depression ("Depressionens sonet"), hvor også Ad su prude dama ("Til hans generte dame") af Andrew Marvell optrådte, oversat af Martin Lavallée, som også oversatte Le Albatros ("Albatrossen") af Charles Baudelaire.

### Originale værker
- Breinstrup, Thomas (2013) Mysterios in Mexico - un novella criminal
- Costalago, Vicente (2020) Le dece-duo travalios de Heracles
- Costalago, Vicente (2022) Juliade
- Costalago, Vicente (2022) Poemas
- Hak, Esbern (1996) Paletta: dece-duo novellas original
- Scriptor, Marcus (2015) Le polyglotto involuntari e altere contos
- Soreto, Carlos (2020) Anthologia Litterari
- Costalago, Vicente (2023) Kilglan